# Cullen americanum
Cullen americanum é uma espécie de planta com flor pertencente à família Fabaceae. 
A autoridade científica da espécie é (L.) Rydb., tendo sido publicada em North American Flora 24(1): 3. 1919.

## Portugal
Trata-se de uma espécie presente no território português, nomeadamente em Portugal Continental e no Arquipélago da Madeira.
Em termos de naturalidade é introduzida nas duas regiões atrás referidas.

## Protecção
Não se encontra protegida por legislação portuguesa ou da Comunidade Europeia.